# Naoki Tokuoka
Œuvres principales
Prelude et Aria, pour violin et piano
Naoki Tokuoka (徳岡直樹) né en 1970 au Japon, est un chef d’orchestre auteur compositeur classique.
Il a dirigé l'orchestre philharmonique de Chi-Mei, et a été régulièrement invité à conduire l'Orchestre national symphonique de Taïwan.

## Publication
- Naoki Tokuka, Prelude and Aria, for violin and piano, Da Vinci, 2016, 20 p. (ASIN 9782852683419)